# Element
Element Skateboards es una compañía de skate fundada en 1992, en Atlanta, Georgia, por el artista Andy Howell y Johnny Schillereff. Desde 2001, Element forma parte de Billabong International.

## Historia
Element Skateboards nació en el año 1992 en Atlanta, Georgia, cuando decidió crear una compañía de fabricación, principalmente, de tablas de skateboard. Originariamente se fundó con el nombre Underworld Element, pero en 1994 se decidió suprimir el Underworld y Johnny Schillereff y Element se trasladaron a California.
El logotipo de Element es un árbol rodeado de un círculo y, a menudo, aparecen las palabras Wind (viento), Water (agua), Fire (fuego), y Earth (tierra), es decir, los cuatro elementos básicos de la vida.
En 2001, Billabong USA anunció a través de su presidente, Paul Naude, que se habían hecho con Element. Destacó que la compañía ha sido, desde su fundación en los años 90, una de las más importantes del skateboard y que les da la posibilidad de poder expandirse aún más. Además, desde la compañía australiana se propuso mantener Element como compañía al margen, pese a ser absorbida por Billabong, manteniendo así su propia filosofía e identidad y su equipo propio de skaters. Johnny Schillereff continuó como presidente tras el acuerdo y destacó que podrán llegar a muchos más rincones gracias a la mayor y mejor distribución de Billabong en el mercado internacional.
Element Footwear, la línea de calzado skate de Element, vio la luz en 2006. Skaters del equipo Element como Mike Vallely o Tosh Townend diseñaron sus propios modelos de zapatillas inspirados en el lema de los cuatro elementos básicos de la compañía. De esta filosofía nació, también, Elemental Awareness, un programa creado por Mike Kershnar y Todd Larson que promueve la conservación de la tierra y su estado salvaje a través de "skate camps" o cámpines de skate para los más jóvenes donde se les inculcan estos valores sobre la protección del medio ambiente a través del skateboard.

## Equipo Element
Element, como todas las compañías de skate, tiene su propio equipo de skaters profesionales, entre ellos. Bam Margera, Chad Muska, Mike Vallely y Bucky Lasek.